# Taglung Shabdrung Rinpoche
| Tibetische Bezeichnung                                                                                  |
| --- |
| Wylie-Transliteration: stag lung zhabs drung                                                            |
| Andere Schreibweisen: Taglung Shabdrung Rinpoche, Taklung Shabdung Rinpoche, Taklung Shabdrung Rinpoche |
| Chinesische Bezeichnung                                                                                 |
| Vereinfacht: 达隆夏仲法王, 达隆夏祖仁波切                                                               |
| Pinyin:Xiajiong Renboqie, Dalong Xiazu Renboqie, Dalong Xiazhong fawang                                 |

Taglung Shabdrung Rinpoche (tib. stag lung zhabs drung) ist der Titel einer Trülku-Linie der Taglung-Kagyü-Tradition des tibetischen Buddhismus aus dem 1180 von Taglung Thangpa Trashi Pel (stag lung thang pa bkra shis dpal; 1142–1210) gegründeten Taglung-Kloster (tib.: stag lung dgon chen oder stag lung thang) im Kreis Lhünzhub von Lhasa in Tibet. 
Ein berühmter Vertreter ist Ngawang Namgyel (sTag Lung Ngag dbang rnam rgyal; 1571–1626), der Verfasser einer Geschichte der Taglung-Kagyü-Schule (Taglung Chöchung); ein weiterer Vertreter ist Lobsang Tenpe Chökyi Nyima (Stag lung Zhabs drung Blo bzang bstan pa chos kyi nyi ma), der Abt des Monguor-Klosters Gönlung Champa Ling (dgon lung byams pa gling).
Der gegenwärtige Taglung Shabdrung Rinpoche Rangrig Dorjee Nyima (* 1991) ist der 26. Vertreter der Reihe, er ist eines der drei Oberhäupter der Taglung-Kagyü-Schule.